# HD 108570
HD 108570，又名CP-55 5084，SAO 239977、HR 4749，是一颗恒星，视星等为6.15，位于銀經299.75，銀緯6.33，其B1900.0坐标为赤經12h 23m 6.4s，赤緯-55° 6.33′ 53″。